# Адулламиты
Адулламиты — прозвище, данное Джоном Брайтом во время дебатов 13 марта по поводу билля о реформе 1866 г. одной секции либеральной партии, вожаками которой были Эдвард Хорсман и Роберта Лоу.
Отпадение этой секции (фракции), которое Джон Брайт сравнил с удалением недовольных в политическую пещеру Адуллама (намёк на библейский рассказ об удалении царя Давида в эту пещеру), повлекло за собою неудачу билля о реформе и падение правительства Русселя-Гладстона. Впоследствии адулламиты опять сблизились с своими прежними единомышленниками, и в 1868 г. эта фракция совершенно распалась.